# Lidia Zacharko
Lidia Natalia Zacharko (ur. 1957) – polska prawnik, radca prawny, profesor nauk prawnych,
profesor nadzwyczajny Uniwersytetu Śląskiego, specjalistka w zakresie nauki administracji i prawa administracyjnego.

## Życiorys
W 1992 na Wydziale Prawa i Administracji Uniwersytetu Śląskiego na podstawie
rozprawy pt. Nadzór nad przedsiębiorstwem użyteczności publicznej napisanej pod kierunkiem Ernesta Knosali otrzymała stopień naukowy doktora nauk prawnych w zakresie prawa. Tam też w 2001 na podstawie dorobku naukowego oraz rozprawy pt. Prywatyzacja zadań publicznych gminy. Studium administracyjnoprawne uzyskała stopień doktora habilitowanego nauk prawnych w zakresie prawa. W 2014 prezydent RP Bronisław Komorowski nadał jej tytuł naukowy profesora nauk prawnych. Została profesorem nadzwyczajnym Uniwersytetu Śląskiego. Od stycznia 2021 jest członkiem Komisji Dyscyplinarnej ds. nauczycieli akademickich przy Radzie Głównej Nauki i Szkolnictwa Wyższego na kadencję 2021–2024.
Pod jej kierunkiem w 2005 stopień naukowy doktora uzyskał Marcin Janik.
Wykonuje zawód radcy prawnego.